# Porumbacu de Jos
Porumbacu de Jos – wieś w Rumunii, w okręgu Sybin, w gminie Porumbacu de Jos. W 2011 roku liczyła 1025 mieszkańców.